# Kišna erozija
Kišna erozija je geografski termin za proces koji je vremenski ograničen na period padanja kiše ili grada. Naziva se još i pluvijalna erozija. Vremenski i prostorno ona prelazi u u sledeću fazu denudaciju, a završava se procesom fluvijalne erozije. U geografskoj literaturi pojam kišne erozije se smatra geomorfološkim procesom, dok, u geomorfologiji, kišna erozija ne predstavlja geomorfološki proces. Različita tumačenja kišne erozije proističu iz definicije geomorfološkog procesa. U geomorfologiji erozija predstavlja samo jedan od tri elemenata geomorfološkog procesa (erozija, transport i akumulacija) i javlja se u svim geomorfološkim procesima. 

## Trajanje i proces
Pluvijalna erozija je vremenski ograničena i traje kratko - označena je udarom kišne kapi ili grada o topografsku površinu. prilikom udara zemljište biva razrovano.
Na iznos erozije utiče energija kišne kapi koja se izračunava na osnovu formule - Ek=Mv²/2. Brzina padanja kapi zavisi od njene mase. U jednom litru vode ima oko 240.000 kišnih kapi prečnika 2 mm. Kiša ima erozivna svojstva tek ako je njen intenzitet veći od 25 mm/h. Pljuskovite kiše mogu imati snagu koja je ravana energiji oslobođenoj eksplozijom 6 miliona tona TNT-a.
Od velikog značaja za intenzitet erozije ima i vegetacija na nekom prostoru. Naime, vegetacija značajno smanjuje površinsko oticanje i udeo erozije.

## Intenzitet kišne erozije u svetu
U našim uslovima intenzitet kišne erozije iznosi 5-10 mm/min. Maksimalni intenzitet padavina u jednom minutu zabeležen je u Opids Kampu u Kaliforniji, (SAD). U Beogradu je 11. septembra 1967. godine palo 6,7 mm/min kiše.
Najkišovitiji predeli na Zemlji imaju i najveći intenzitet erozije. To su oblast Asam u Indiji i podnožje Himalaja. Ekstremno maksimalna dnevna količina padavina izmerena je na ostrvu Reinion i iznosila je 1.870 mm.

## Literatura
- Petrović D. i Manojlović P, Geomorfologija, (2003), Geografski fakultet, Beograd